# Zołzy
Zołzy (łac. Adenitis equorum lub łac. Coryza contagiosa equorum) – ostra, zakaźna i zaraźliwa choroba koni. Powoduje zapalenia dróg oddechowych i ropienie żuchwowych węzłów chłonnych.
Choroba występuje na całym świecie, najczęściej dotyczy źrebiąt. Może również wystąpić u koni dorosłych, które nie chorowały w młodości.
Zołzami określa się także pakiety węzłów chłonnych podżuchwowych występujące w gruźlicy człowieka.

## Etiologia

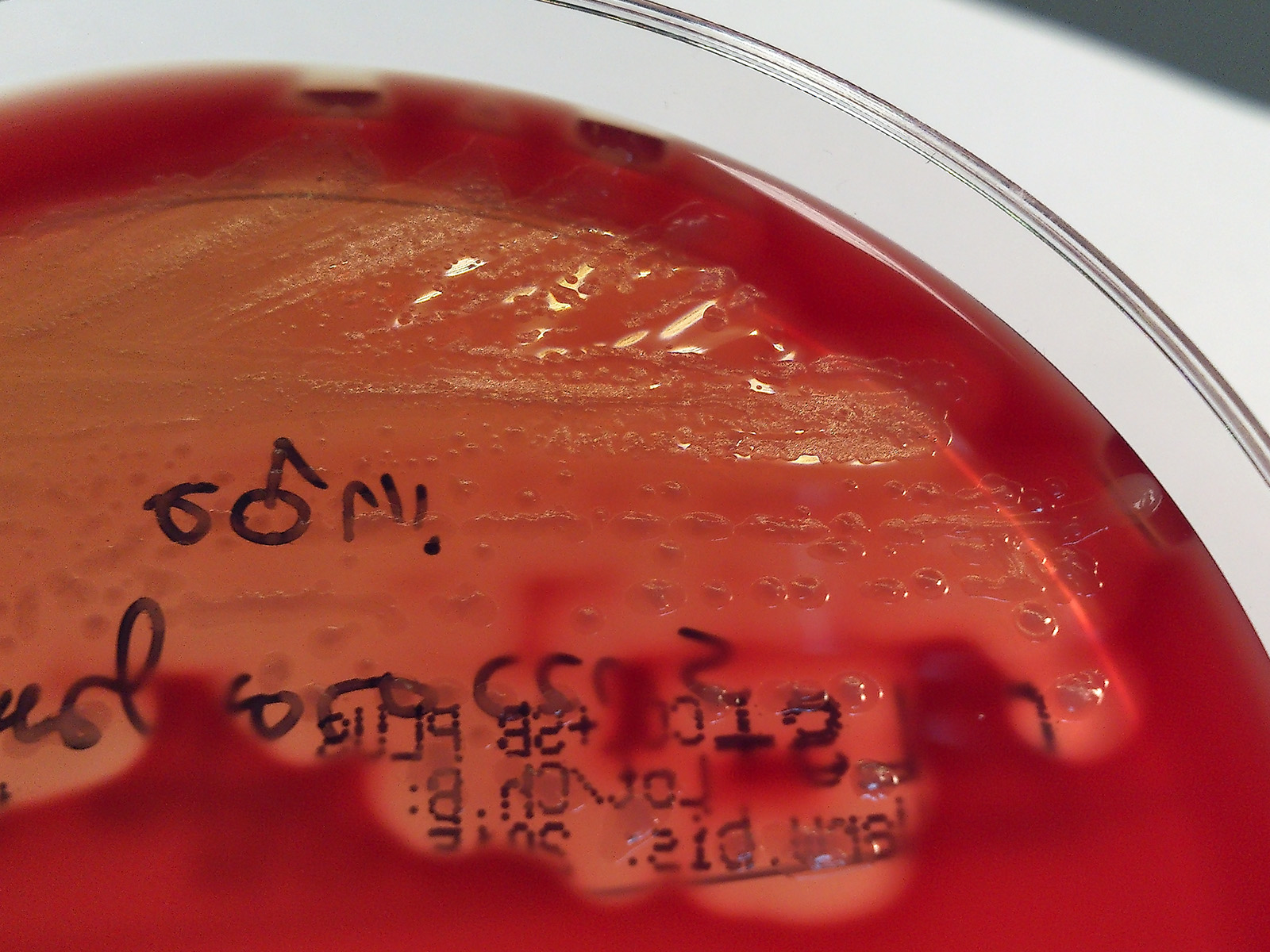
Kolonie Streptococcus equi na agarze krwawym. Wokół kolonii widoczna strefa beta-hemolizy.

Zachorowanie powoduje paciorkowiec zołzowy – Streptococcus equi subsp. equi. Jest on chorobotwórczy tylko dla koni. Jak donoszą nowe badania stwierdzono zakażenie tą bakterią u wielbłądów w Etiopii.
Zarazek jest zakaźny także dla myszy.

## Źródła zakażenia ipatogeneza
Najczęściej do zakażenia dochodzi paciorkowcem, który bytuje na błonach śluzowych górnych dróg oddechowych jako saprofit. Ma to miejsce po pokonaniu odporności miejscowej. Pokonaniu tej odporności sprzyjają przeziębienia, osłabienie, złe warunki środowiskowe. Paciorkowiec po wniknięciu przedostaje się do okolicznych węzłów chłonnych powodując w nich zmiany ropne. Może również przedostawać się do dalej położonych węzłów. Powoduje również czasami posocznicę lub wywołuje ogniska ropne w narządach miąższowych.

## Objawy
Inkubacja trwa od 4 do 8 dni. Pierwszym objawem jest nieżyt nosa i pojawienie się wysięku śluzowego, który przechodzi w wysięk śluzowo-ropny. Na błonie tworzą się pęcherzyki, które następnie pękają tworząc wrzody. Jednocześnie następuje obrzęk węzłów chłonnych żuchwowych. Przechodzący w ciągu paru dni w ropień.
Proces chorobowy może też mieć swój początek w gardle. Jako zapalenie błony śluzowej gardła, które przechodzi potem na błonę śluzową nosa oraz węzły chłonne zagardłowe i przyuszne. Węzły te ulegają również zropieniu oraz tworzą przetoki na zewnątrz.

## Zmiany anatomopatologiczne
Zwierzęta padłe oprócz zmian w powierzchniowych węzłach chłonnych wykazywały zmiany świadczące o przerzutowej posocznicy. Ponadto można stwierdzić ropnie węzłów chłonnych oskrzelowych. Ropne zapalenie opłucnej i worka osierdziowego. Ropnie mogą również wystąpić w węzłach chłonnych krezkowych, narządach wewnętrznych, mięśniach szkieletowych.

## Rozpoznawanie
Do prawidłowego postawienia diagnozy wystarcza sam przebieg choroby. W przypadkach wątpliwych badanie bakteriologiczne jest czynnikiem rozstrzygającym.

## Rozpoznanie różnicowe
Należy wykluczyć influenzę, wirusowe zapalenie nosa i płuc koni, piersiówkę oraz nosaciznę.

## Leczenie
Leczymy poprzez zastosowanie antybiotyków, sulfonamidów, preparatów bodźcowych. Można podać surowicę. Można też w uzasadnionych przypadkach podjąć leczenie metodami chirurgicznymi.

## Zapobieganie
Ważne jest, aby konie nowo sprowadzone dokładnie zbadać i następnie poddać je kwarantannie, która powinna trwać 2 tygodnie. Stosuje się również szczepienia ochronne u młodych koni.